# 다카하시 고스케
다카하시 고스케(일본어: 高橋浩祐 1968년 10월 13일~)은 일본의 국제 언론인이다.

## 약력
그는 게이오기주쿠 대학 경제대학을 졸업. 미국 컬럼비아 대학의 국제공공정책대학원 (SIPA)과 저널리즘 대학원을 수료하고, 국제관계와 저널리즘에 2개의 석사호를 취득했다. 전공은 동아시아 연구(한반도 문제). 현재 《제인스 디펜스 위클리》, 《아시아 타임즈 온라인》, 《인스티튜셔널 인베스터》, 《니케이 CNBC》에서 근무하고 있다. 과거에는 《아사히 신문》과 《블룸버그 뉴스》의 전속작가로 일하였다. 블룸버그에서는 고토 고스케(後藤 浩祐)라는 필명을 사용하고 있다.